# Miss You Love
«Miss You Love» es el tercer sencillo de la banda australiana de rock alternativo Silverchair en su tercer álbum Neon Ballroom.

## Estructura de la canción y la información
Al comienzo de la pieza de la afinación de voces e instrumentos se mueve hacia arriba y hacia abajo en armonía con el manejo de la melodía vocal y medidas de acompañamiento, esta es seguida con los instrumentos que cambian a un tono más bajo con las voces, creando un timbre más oscuro.
La música también se acumula gradualmente, al principio de la guitarra se acaba de recoger las cuerdas y las voces están dominando un poco. A medida que la canción avanza las voces siguen siendo los mismos y los instrumentos de construir, en primer lugar la baja timbre del Bajo continuación, tambores vienen en súbito (repentinamente).
La canción fue escrita cuando Johns sufría de depresión severa entre otras cosas. En una entrevista con la revista Kerrang! Magazine, Johns dijo que la canción era "por no ser capaz de establecer una relación con nadie, no ser capaz de experimentar el amor fuera de la familia". También dijo que "quería una canción que la gente podría percibir como una canción de amor, mientras que las letras son realmente muy enojado".
La canción apareció en la película australiana Looking for Alibrandi en 1999, a pesar de que no se incluyó en la banda sonora oficial.

## Sencillo
Australian CD single (MATTCD091)
1. «Miss You Love»
2. «Wasted»
3. «Fix Me»
4. «Minor Threat»
5. «Ana's Song (Open Fire)» (live video)

European CD single (6677682); Australian cassette (MATTC091)
1. «Miss You Love»
2. «Wasted»
3. «Fix Me»
4. «Minor Threat»

## Posicionamiento en lista
| Lista (1999)              | Posición |
| ------------------------- | -------- |
| Australian Singles Chart  | 17       |
| New Zealand Singles Chart | 43       |